# Eustorge Ier de Milan
Pour les articles homonymes, voir Eustorge.
Saint Eustorge Ier de Milan (mort vers 350), était un chrétien d’origine grecque qui fut évêque de Milan de 344 à sa mort, en 350. Il est commémoré le 18 septembre, particulièrement dans le calendrier du rite liturgique ambrosien de l’archidiocèse de Milan.

## Biographie
D'après une source bibliographique tardive, Eustorge serait d'origine grecque, et aurait été envoyé à Milan par l'empereur romain (à Constantinople) en qualité de gouverneur de la ville. À la mort de l'évêque Protais, il aurait été choisi « unanimement » par le peuple comme nouvel évêque. Il revient à Constantinople pour obtenir l'autorisation de l'empereur, avant de revenir à Milan, emportant avec lui les reliques des Rois mages, ainsi qu'une exemption d’impôts (pour la ville) accordée par l'empereur.
Eustorge convoqua deux synodes à Milan, en 345-346 et 347-348. La menace de l’arianisme nécessitait de telles réunions. Lui-même, d’après saint Athanase, était un farouche adversaire de l’arianisme et un vrai 'défenseur de la foi. Saint Ambroise le cite parmi ses prédécesseurs « qui ont su préserver la vrai foi catholique ». Eustorge est constructeur de la première cathédrale de Milan.
Il fait partie du groupe des quatre évêques milanais, avec les saints Denis, Ambroise et Simplicien, particulièrement honorés dans la liturgie ambrosienne.

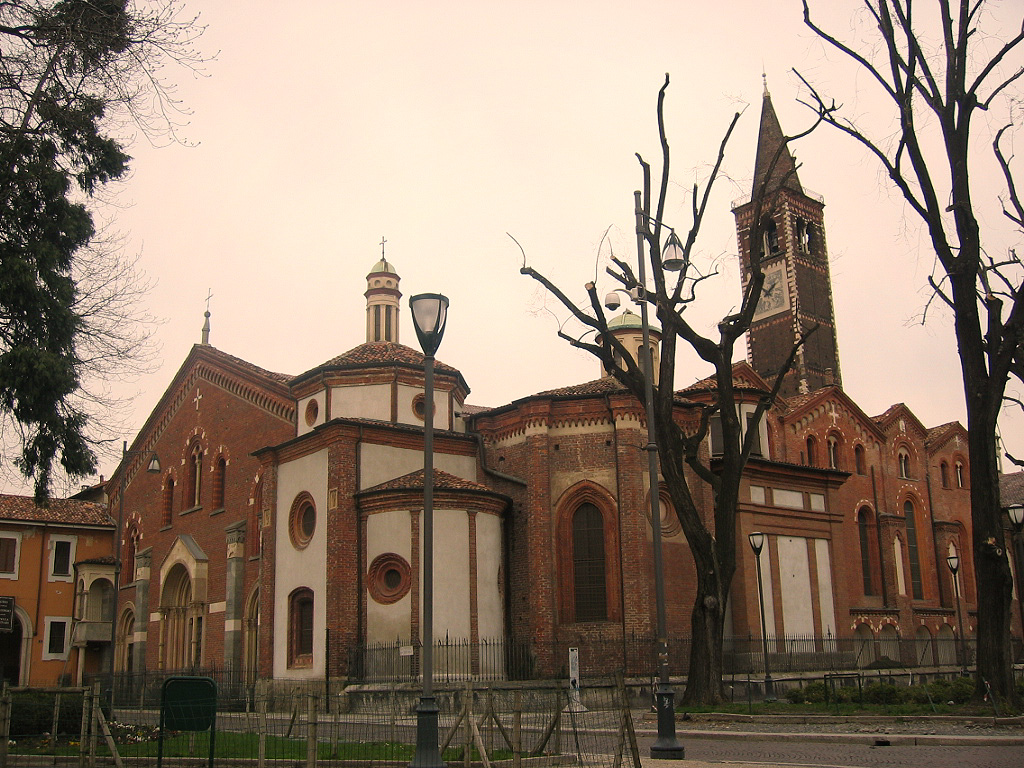
La basilique Saint-Eustorge, à Milan.

Plusieurs églises de Milan sont dédiées à saint Eustorge, la principale étant la basilique Sant'Eustorgio où il serait enterré.